# Četereže
Četereže (en serbe cyrillique : Четереже) est un village de Serbie situé dans la municipalité de Žabari, district de Braničevo. Au recensement de 2011, il comptait 551 habitants.

## Démographie
| 1948  | 1953  | 1961  | 1971  | 1981 | 1991 | 2002 | 2011 |
| ----- | ----- | ----- | ----- | ---- | ---- | ---- | ---- |
| 1 133 | 1 189 | 1 077 | 1 027 | 991  | 874  | 641  | 551  |

|  |